# 宮坂七海
宮坂 七海（みやさか ななみ、1997年11月3日 - ）は、日本の射撃選手、女性剣道家。専門はクレー射撃（トラップ種目）。東京都出身。メルカリ所属。耳が聞こえないろうアスリートである。

## 略歴
生まれつき耳が聞こえないろう者として生まれる。剣道の経験がある父の勧めで、小学5年生のときから東京都大田区の東競武道館に通い、健聴者に囲まれて剣道を始める。
中学まで2008年に開校した私立ろう学校・明晴学園の一期生として通っていたが、東競武道館で剣道の指導に当たっていた範士八段・豊村東盛からの勧めもあり、剣道の強豪校である日体荏原高等学校に進学し、剣道部に入部した。高校2年生のときには東京都高等学校春季剣道大会で優勝。東京都代表として第5回全日本都道府県対抗女子剣道優勝大会に出場したが、2回戦で敗退した。これらの大会の活躍は、2014年8月4日放送の『NEWS ZERO』（日本テレビ）で取り上げられた。
高校卒業後は日本体育大学体育学部武道学科に進学し、剣道部に入部。剣道を続ける傍ら、2017年の大学2年生時、日本財団より日本体育大学グループ在籍学生を対象としたパラアスリート奨学金制度が設置され、理事長・松浪健四郎からの推薦もありクレー射撃にも取り組み始める。2017年度「日本財団パラアスリート奨学金」奨学生となり、4月から銃砲所持許可に関する勉強を始め、11月27日に玉川警察署より銃砲所持許可を受けた。
令和元年度（2019年度）のオリンピック有望選手に認定され、8月17日に開催されたJOCジュニアオリンピックのトラップ種目で100射中91射を的中させて優勝を果たす。競技歴1年半でジュニアオリンピック史上最高スコア・最年少優勝を達成した。10月17日に開催された2019年度全日本女子選手権大会ではトラップ種目で銅メダルを獲得。これらの活躍もあり、2020年2月8日放送の『炎の体育会TV』（TBSテレビ）に出演し、番組内でヒロミ、加藤浩次とクレー射撃対決を行った。
2024年パリオリンピック出場を目指し、大学卒業後は大学院へ進学。令和2年度（2020年度）もオリンピック有望選手に認定されている。8月22日・23日に開催されたJOCジュニアオリンピックのトラップ種目で2年連続優勝を達成。
2022年に大学院修士課程修了（コーチング学専攻）。同年4月にメルカリに入社し、mercari ATHLETES（メルカリアスリーツ）として射撃競技を続けている。

## 人物
- 妹が2人いる[15]。
- 剣道を始めた際、「剣道を通じて、耳が聞こえる人たちと繋がりたかった」という思いを持っていた[1]。
- 目の能力に優れ、「周辺視」や「目と手の協応」がトップアスリートクラスである[8]。剣道を始めたばかり頃は、どこから打ち込まれるかわからず怖かったそうだが、稽古を重ねるうちに相手の動きや気持ちがわかるようになってきたという[1]。指導に当たっていた豊村東盛は「こちらのそぶりを見て、何をすべきか察する集中力があった」と語る[1]。
- 宮坂は自分の耳が聞こえないことについて「逆に周りの余計なものが一切入ってこないので、射撃にとってはプラスになっている」と語っており、射撃の担当コーチも「目で得た情報をすぐ処理して即実践できる強みがある」と評している[8]。
- 負けず嫌いな性格で、日本体育大学の剣道部の後輩が言うには、剣道の練習で一本勝負をする際は「自分が勝つまでやめない」といった一面もあるという[8]。
- 日本テレビ『NEWS ZERO』で宮坂がろう者の女性剣道家として番組で取り上げられた際、キャスターの櫻井翔は「日常の周りからサポートが大きいとは思いますが、それよりもなによりも宮坂さん本人の努力だったり頑張りが、想像を絶することなんじゃないかと思う」とコメントしている[3]。
- 夢はろう児の自信を育てることができるようなロールモデルになること[4]。
- 口話はせず、日本手話を扱う。手話についての様々な活動も行っており、自身のSNSでは手話単語動画を投稿している[16]。メディアにも出演し、Yahoo!基金とNPO法人シュアールの共同プロジェクト「手話で楽しむ生きものずかん」では「図鑑の解説のお姉さん」を担当し[17]、2021年度からはNHK Eテレ『みんなの手話』に不定期出演している[18]。